# Kosóczki Tamás
Kosóczki Tamás (Baja, 1979. március 1. –) orgonaművész-tanár, okl. kántor
Zenei tanulmányok: - Róm. Kat. Kántorképző Tanfolyam – Baja (1992-’96) –, tanára Leányfalusi Vilmos. Róm. Kat. Kántori Oklevél 1996-ban. – Liszt Ferenc Zeneművészeti Főiskola Szegedi Konzervatóriuma (1998-2003), tanára Csanádi László DLA.  Orgonaművész-tanári diploma 2003-ban. Posztgraduális tanulmányok: Liszt Ferenc Zeneművészeti Egyetem Doktoriskola Budapest (2004-’07). Zenei konzulensei: Lantos István, dr. Karasszon Dezső és Dr. Ruppert István DLA. 
Doktori disszertációját a XX. század első felében tevékenykedő jelentős magyar orgonatervező-szakértők diszpozícióiról (orgonaterveiről) írta. Doktori hangversenyét 2010 őszén Budapesten, a Bartók Béla Nemzeti Hangversenyteremben adta. A művész-doktori (DLA) fokozatot a Liszt Ferenc Zeneművészeti Egyetem Mestertestülete Summa cum laude minősítéssel ítélte meg számára.
Orgonatanár a Békéscsabai Bartók Béla Művészeti Szakközépiskolában (1999-2007).
Orgonista kántor a Baja-Belvárosi Plébániatemplomban (2003 óta).
A 2007-2008-as tanévben a váci Bartók Béla Zeneiskolában, majd 2008-tól a bajai Liszt Ferenc Zeneiskolában tanít orgonát és zongorát. 2010 őszétől a bajai Eötvös József Főiskola oktatója.
Hangversenysorozatot szerkeszt Baján „Belvárosi Orgonaesték” címmel 1998-tól. Hazánk minden jelentős orgonaművésze, illetve több külföldi orgonaművész is szerepelt Baján a Belvárosi és a Barátok Templomban megrendezett koncerteken.
Kitüntetések: Köztársasági Ösztöndíj (2002), Fischer Annie Ösztöndíj (2005, 2006).
Hangversenyei: Magyarországon, Németországban Szlovákiában, Szerbiában és Romániában.
Publ.: Internetes honlap Baja és környéke hangszereiről és orgonazenei életéről 1999-től. http://www.orgona.baja.hu